# Dipartimento di Picún Leufú
Picún Leufú è un dipartimento argentino, situato nella parte centro-orientale della provincia di Neuquén, con capoluogo Picún Leufú.
Esso confina a nord con i dipartimenti di Zapala e Confluencia, a est con la di provincia di Río Negro, a sud-ovest con di dipartimenti di Collón Curá e Catán Lil.
Secondo il censimento del 2001, su un territorio di 4.580 km², la popolazione ammontava a 4.272 abitanti, con un aumento demografico del 28,17% rispetto al censimento del 1991.
Il dipartimento, nel 2001, è suddiviso in:
- 1 comune di seconda categoria: Picún Leufú
- 2 comisiones de fomento: El Sauce, Paso Aguerre